# Horváth Ernő (muzeológus)
Horváth Ernő (Aszód, 1929. február 18. – Zemplén, 1990. március 24.) muzeológus.

## Életpályája
Aszódon született 1929. február 18-án. 1951-ben végzett a budapesti tudományegyetem biológia- földrajz szakán. 1952-től a Természettudományi Múzeum Növénytárában segédmuzeológusként tevékenykedett. 1953-ban került Szombathelyre a Savaria Múzeum természettudományi osztályára. Igazgatóhelyettese, majd megbízott igazgatója volt.
A Zemplén-hegységben, kutatóúton szívrohamot kapott, amelynek következtében 1990. március 24-én elhunyt.

## Munkássága
Jelentős ismeretterjesztő tudományos munkásságot fejtett ki, természettudományos kiállításokat rendezett. Munkatársaival megszervezte az Alpokalja természeti képe regionális programja keretében a terület növényi és állatvilágának feldolgozását.
1964-től főrendezője volt a Vas megyei Természet- és Környezetvédelmi Napok rendezvénysorozatának. Magyarszombatfalvától Kőszegig kutatta a terület növényi és ásványvilágának ritkaságait.
Tagja volt a Természettudományi Ismeretterjesztő Társaság biológiai országos választmányának, a Vasi Szemle szerkesztőségének.
Cikkei jelentek meg a Vasi Szemlében, a Savaria Múzeum Közleményeiben.

## Főbb munkái
- Termőtalaj és mezőgazdaság (Budapest, 1954)
- Savaria Múzeum (Szombathely, 1958)
- Szombathely (Fodor Henrikkel és másokkal, Budapest, 1978)
- Az Alpokalja természeti képe (németül is, szerk., Szombathely, 1981)
- Nyugat-Dunántúl föld- és élettörténete (németül is, szerk., Szombathely, 1982)